# Закони про тимчасовий державний устрій України

Перший аркуш «Законів»

Закони про тимчасовий державний устрій України — другий офіційний документ Української Держави. Виконував роль тимчасової конституції правління за гетьмана Павла Скоропадського. Оприлюднений 29 квітня 1918 року, в день скинення ним Центральної Ради. Складався з 44 статей, згрупованих у 7 розділів.

## Короткі відомості
«Закони про тимчасовий державний устрій України» визначали функції гетьмана і його державного апарату, проголошували основні обов'язки і права громадян, визначали статус церкви. Вони складалися з таких розділів:
1. Про Гетьманську владу (Статті 1 — 8)
2. Про Віру (Статті 9 - 10)
3. Права і обов'язки Українських Козаків і Громадян (Статті 11 - 22)
4. Про закони (Статті 23 — 33)
5. Про Раду Міністрів і про Міністрів (Статті 34 — 37)
6. Про Фінансову Раду (Статті 38 — 41)
7. Про Генеральний Суд (Статті 42 — 44)

Гетьман ставав головою Української держави, керівником виконавчої і законодавчої влади, верховним головнокомандувачем Збройними силами. Він мав право схвалювати або відхиляти законопроєкти, призначати і звільняти отамана Ради Міністрів разом з усім кабінетом, контролювати зовнішню та податкову політику держави, вводити воєнний, осадний або надзвичайний стан, та надавати амністію засудженим.
Рада Міністрів Української Держави і члени уряду координували діяльність окремих відомств. Міністри та державні службовці несли відповідальність перед гетьманом за стан державного управління, а за порушення підлягали цивільній або карній відповідальності.
Генеральний суд ставав вищим охоронним та захисним закладом. Одночасно він був вищим судом України у судових та адміністративних справах. Генеральний суд мав обов'язок публікувати закони. Його голова та члени призначалися гетьманом.
«Закони» передбачали для українських козаків і громадян обов'язки захисту держави, сплати податків та відбування повинностей. Гарантувалися права недоторканності особи і майна, права вільного пересування і вільного вибору праці, права громадян на об'єднання у громадські організації, свобода слова і друку. Встановлювався свобода віросповідання, хоча православна християнська віра визначалася пріоритетною в Українській державі.
Закони Української Держави проголошувались обов'язковими для всіх українських громадян та іноземців, що перебувають на території України. Усі закони набирали чинності після оприлюднення. Незнання закону не позбавляло винного відповідальності за його порушення. Законопроєкти розроблялися у міністерствах і затверджувалися гетьманом. Право тлумачити закони мав кабінет Ради Міністрів
У грудні 1918 «Закони» були скасовані Директорією УНР.